# Przełęcz Salmopolska

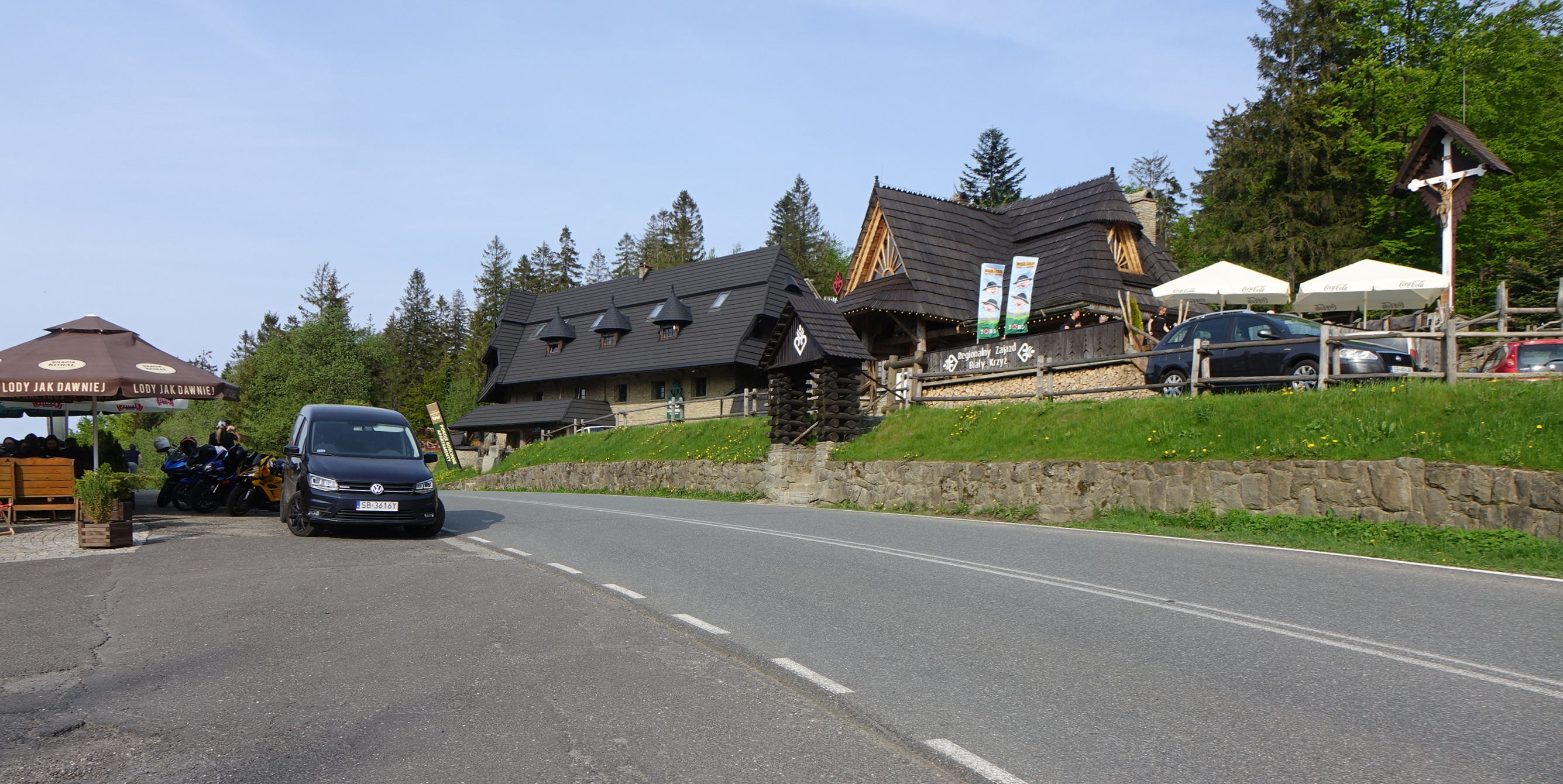
Rejon przełęczy

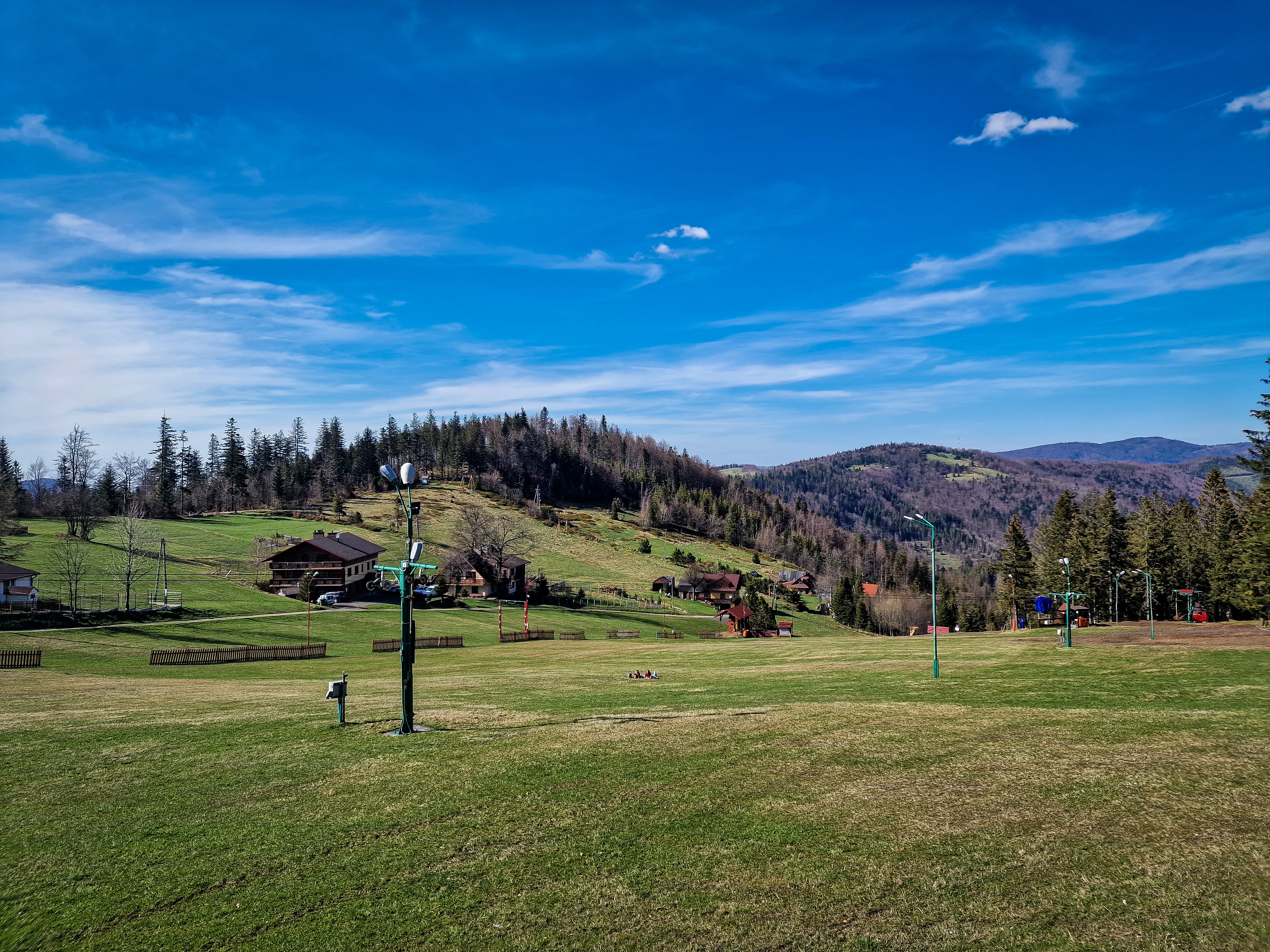
Widok z przełęczy na Grabową i Kotarz

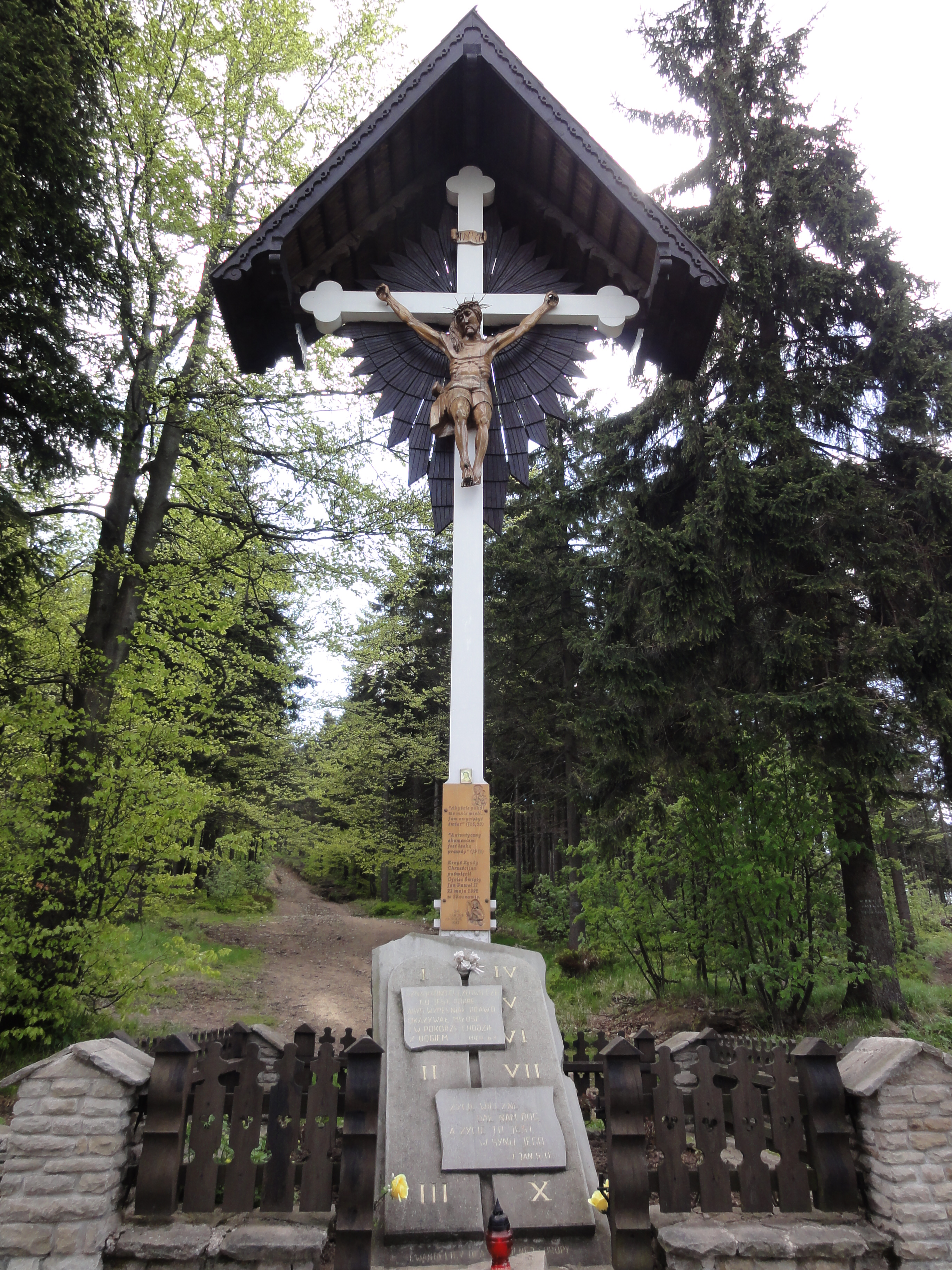
Biały Krzyż

Przełęcz Salmopolska (Przełęcz Salmopol, Biały Krzyż) – przełęcz położona na wysokości 934 m n.p.m. w Beskidzie Śląskim. Jest obok przełęczy Kubalonka istotną przełęczą komunikacyjną w tym paśmie – przebiega przez nią droga wojewódzka 942 z Wisły do Szczyrku i dalej do Bielska-Białej.

## Położenie
Przełęcz położona jest między szczytami Malinowa (1115 m) na południowym wschodzie i Białym Krzyżem (940 m) na północnym zachodzie. Formalnie stanowi przejście z doliny Żylicy (Szczyrku) do doliny Leśnicy (Brennej), jednak specyficzny układ grzbietów w jej otoczeniu stworzył również możliwość łatwego połączenia Szczyrku z Wisłą przez dolinę Malinki.
W pobliżu przełęczy znajduje się Jaskinia Salmopolska, której korytarze osiągają długość ponad 100 metrów. Ze względu na zawaliskowy charakter korytarzy nie jest jednak oficjalnie udostępniona do zwiedzania (jako pomnik przyrody nieożywionej podlega ochronie prawnej).
Na przełęczy graniczą z sobą 3 miejscowości: Wisła i Brenna (powiat cieszyński) oraz Szczyrk (powiat bielski). Przełęcz Salmoposka ma duże znaczenie topograficzne, graniczą na niej ze sobą trzy pasma górskie: Pasmo Baraniej Góry i Skrzycznego, Pasmo Równicy i Beskid Węgierski.
Przełęcz stanowi również granicę pomiędzy geograficzną (etnograficzną) Małopolską (Żywiecczyzna) a Śląskiem Cieszyńskim. Znajduje się na granicy dialektu małopolskiego (gwara żywiecka) i śląskiego.

## Nazwa
Zwyczajowa nazwa Biały Krzyż pochodzi od białego, drewnianego krzyża, znajdującego się tuż nad drogą na samej przełęczy. Zasadniczo odnosi się do miejsca w otoczeniu krzyża, jednak często jest odnoszona (niewłaściwie) do samej przełęczy. Samą przełęcz zwyczajowo (skrótowo) nazywa się często „Salmopolem”, jednak nazwa Salmopol dotyczy właściwie osady, położonej poniżej przełęczy po stronie doliny Żylicy, tworzącej niegdyś osobną miejscowość, a obecnie należącą do Szczyrku.

## Historia
Grzbietem przełęczy biegła historyczna granica między księstwem cieszyńskim a księstwem oświęcimskim, a od połowy XVI w. między księstwem cieszyńskim a Królestwem Polskim. Położoną już po polskiej stronie osadę Salmopol mieli założyć ewangelicy ze Śląska Cieszyńskiego, uchodzący w te rejony (formalnie na polską stronę granicy) przed prześladowaniami religijnymi. W 1771 r. przez Przełęcz Salmopolską wycofywali się na Śląsk Cieszyński konfederaci barscy z litewskiej dywizji Szyca, ścigani po przegranej bitwie w Szczyrku przez przeważające siły rosyjskie.
W 1932 Rudolf Antoni wybudował drewniane, piętrowe schronisko turystyczne „Biały Krzyż”, nazywane także „Gospodą Antoniego” (od nazwiska gospodarza). W listopadzie 1932 urządzono w budynku stację turystyczną oddziału bielskiego Polskiego Towarzystwa Tatrzańskiego. Obiekt spłonął 15 lutego 1945. Obecnie znajduje się tu zajazd „Biały Krzyż”, drewniany bar, parking oraz przystanek autobusowy.
W latach 1965–1968 wybudowano przez przełęcz atrakcyjną krajoznawczo szosę, łączącą bezpośrednio Szczyrk z Wisłą. Szosa wspina się ze Szczyrku przez Salmopol w górę sześcioma zakosami, przechodzi przez przełęcz na stronę doliny Brennicy, po czym przekracza odgałęziający się tu grzbiet pasma Równicy i, trawersując zachodnie stoki Malinowa, śmiało opada do doliny Malinki. Drogę tę, długości 13 km, wybudowaną kosztem 30 mln ówczesnych złotych, oddano do użytku 22 lipca 1968 r. Obecnie droga ta jest fragmentem drogi wojewódzkiej 942 Bielsko-Biała – Wisła. Przełęcz Salmopolska stała się w ten sposób najwyższą dostępną komunikacyjnie przełęczą w Beskidzie Śląskim, zaś po Przełęczy Lipnickiej (Krowiarki) u stóp Babiej Góry – drugą w całych polskich Beskidach. Do przełęczy można dojechać komunikacją publiczną – od strony Szczyrku dojeżdżają busy przewoźników prywatnych i PKS w Bielsku-Białej (poza sezonem zimowym), od strony Wisły autobusy z Cieszyna (całorocznie).
Przełęcz Salmopolska jest ważnym miejscem dla turystów. Krzyżują się na niej szlaki turystyczne, jest baza noclegowa i restauracja oraz parking samochodowy. W razie jego zatłoczenia są parkingi także niżej, przy drogach na przełęcz. Jest także wyciąg narciarski.

## Szlaki turystyczne
na Klimczok – 4 godz., z powrotem 3 godz. 30 min.,
 do Brennej przez Stary Groń – 2 godz. 30 min., z powrotem 2 godz.,
  do Brennej przez Kotarz, szlakiem czerwonym na Kotarz, a później niebieskim, 2 godz., z powrotem 2 godz. 30 min.,
 na przełęcz Karkoszczonka – 2 godz. 30 min., z powrotem 2 godz. 30 min.,
 na Malinowską Skałę przez Malinów – 1 godz. 30 min., z powrotem 1 godz.,
 do Szczyrku Górnego – 1 godz., z powrotem 1 godz. 15 min.,
 do Wisły przez Trzy Kopce Wiślańskie – 2 godz. 30 min., z powrotem 3 godz.,
   na Baranią Górę przez Malinowską Skałę – 4 godz. 30 min., z powrotem 4 godz.,
 na Kotarz – 1 godz. 30 min., z powrotem 1 godz.,
  na Skrzyczne przez Malinowską Skałę – 3 godz., z powrotem 2 godz. 15 min.